# Anna Rupprecht
Anna Rupprecht (29 dicembre 1996) è una saltatrice con gli sci tedesca.

## Biografia
In Coppa Continentale, la massima competizione femminile di salto prima dell'istituzione della Coppa del Mondo nella stagione 2012, ha esordito il 10 agosto 2008 a Bischofsgrün (30ª). In Coppa del Mondo ha esordito il 7 gennaio 2012 a Hinterzarten (46ª), ha conquistato il primo podio il 2 dicembre 2016 a Lillehammer (3ª) e la prima vittoria il 9 febbraio 2019 nella gara a squadre di Ljubno. Ai Mondiali di Seefeld in Tirol 2019, suo esordio iridato, è stata 24ª nel trampolino normale, mentre a quelli di Oberstdorf 2021 ha conquistato la medaglia d'oro nella gara a squadre mista e si è classificata 14ª nel trampolino normale, 15ª nel trampolino lungo e 5ª nella gara a squadre. Ai Mondiali di Planica 2023 ha vinto la medaglia d'oro nella gara a squadre e si è piazzata 9ª nel trampolino normale.

## Palmarès

### Mondiali
- 2 medaglie
  - 2 ori (gara a squadre mista a Oberstdorf 2021; gara a squadre a Planica 2023)

### Mondiali juniores
- 2 medaglie:
  - 1 oro (gara a squadre ad Almaty 2015)
  - 1 bronzo (gara a squadre a Râșnov 2016)

### Coppa del Mondo
- Miglior piazzamento in classifica generale: 17ª nel 2021
- 3 podi (1 individuale, 2 a squadre):
  - 1 vittoria (a squadre)
  - 2 terzi posti (1 individuale, 1 a squadre)

#### Coppa del Mondo - vittorie
| Data            | Località | Nazione  | Trampolino                                                                   |
| --------------- | -------- | -------- | ---------------------------------------------------------------------------- |
| 9 febbraio 2019 | Ljubno   | Slovenia | Logarska dolina HS95 (con Carina Vogt, Juliane Seyfarth e Katharina Althaus) |

### Coppa Continentale
- Miglior piazzamento in classifica generale: 29ª nel 2013 e nel 2014